# Chorhemd

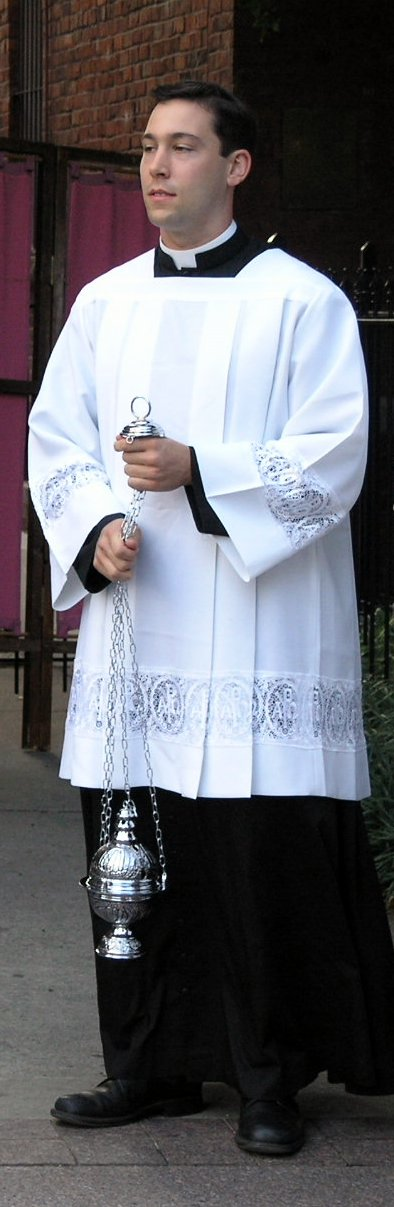
Thuriferar in Talar und Chorrock

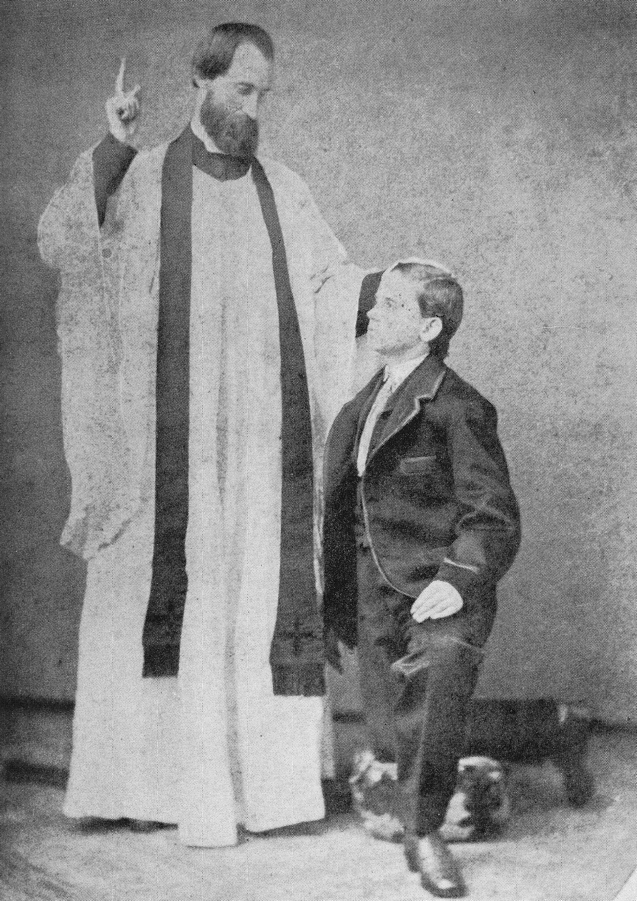
Das anglikanische Chorhemd ist etwas länger als das römisch-katholische

Mit dem Begriff Chorhemd bezeichnet man ein weißes Leinengewand mit weiten Ärmeln. Es wird in der nicht-eucharistischen Liturgie der römisch-katholischen und anglikanischen Kirchen vom Priester über der Soutane, in der Heiligen Messe von den Ministranten und Kommunionhelfern über dem Talar getragen. Während das früher vielfach unter einem Kragen in der liturgischen Tagesfarbe getragene Chorhemd bis zum Hals reichte und dort mit einem Knopf zusammengehalten wurde, hat es heute meist einen viereckigen Ausschnitt, in dem der Talar sichtbar wird. Die Ränder an den Ärmeln und am unteren Ende des Chorhemdes können bestickt oder mit Spitze versehen sein.
Historisch hat sich das Chorhemd aus der Albe entwickelt. Wo die Albe in den nördlichen Ländern im Winter über einem Pelzgewand getragen wurde, bedurfte es eines weiten Schnittes, des Verzichts auf den Gürtel und der weiten Ärmel. Das ursprünglich knöchellange Kleid wurde im Verlauf der Jahrhunderte zunehmend kürzer. Es konnte von allen Klerikern getragen werden. Bei den niederen Weihegraden war es das liturgische Gewand zur heiligen Messe. Daraus ergibt sich die heutige Verwendung als Kleidung für Ministranten, die in der Liturgie die Aufgaben der Akolythen übernommen haben.
In den evangelisch-lutherischen Kirchen Deutschlands war diese Entwicklung allerdings weniger ausgeprägt. Dort wurde neben dem langen Chorhemd mit Ärmeln auch ein ärmelloses Chorhemd mit Schlitzen für die Arme benutzt. Daneben gab es das seitlich vollständig geöffnete Chorhemd ohne Ärmel, das in seiner Erscheinung an die Kasel erinnert. Die historische, wenn auch nicht ganz sachgemäße Bezeichnung ist Alba. Heute ist das Chorhemd sowohl in Form des kaselähnlichen, offenen, Überwurfs als auch als Hemd mit weißen Ärmeln in etlichen evangelischen Kirchen in Deutschland vor allem bei Sakramentsfeiern im Gebrauch (z. B. in Württemberg und Berlin-Brandenburg). In der Regel wird heute über dem Chorhemd die Stola getragen. Eine ähnliche Form des Chorhemds wird in den lutherischen Kirchen Tschechiens und Ungarns getragen.
Das Chorhemd ist vom Rochett zu unterscheiden. Das Rochett ist meist reicher verziert, hat enger anliegende Ärmel als ein Chorhemd und sein Gebrauch ist den höheren Prälaten vorbehalten. Im deutschen Sprachgebrauch allerdings werden die Chorhemden der Messdiener oft ebenfalls Rochett oder auch Chorrock genannt. Ein selten verwendeter Fachbegriff ist Superpelliceum, das heißt, ein Gewand, das „über dem Pelz“ getragen wurde.